# Консеквент
Консеквент (лат. consequens, наслідок, результат) — мовою старих філософів, особливо в логіків Кантівської школи, в їх ученні про судження, висновки і докази консеквент означає в його стосунку до присудка наслідок в стосунку до причини. 
В умовному реченні "Якщо А, то Б" вираз "Б" є консеквент; вираз "А" називають антецедентом. Наприклад, в умовному реченні "Якщо зараз ніч, то зараз темно": антецедент — "зараз ніч", а консеквент — "зараз темно".